# Harpactea abantia
Harpactea abantia este o specie de păianjeni din genul Harpactea, familia Dysderidae. A fost descrisă pentru prima dată de Simon, 1884.
Este endemică în Grecia. Conform Catalogue of Life specia Harpactea abantia nu are subspecii cunoscute.